# Somogyaszaló
Somogyaszaló là một thị trấn thuộc hạt Somogy, Hungary. Thị trấn này có diện tích 22,12 km², dân số năm 2010 là 702 người, mật độ 32 người/km².